# Reinhard Mecke
Reinhard Mecke (Szczecin, 14 de julho de 1895 – Freiburg im Breisgau, 30 de dezembro de 1969) foi um físico alemão, que trabalhou com físico-química. É considerado um dos pioneiros da espectroscopia de infravermelho (conhecida na época como espectroscopia ultra-vermelha) na físico-química, que era anteriormente termodinamicamente direcionada na Alemanha.
Mecke estudou matemática e física na Universidade de Freiburg, Universidade de Berna e Universidade de Marburgo, onde obteve em 1920 um doutorado, orientado por Franz Richarz, com a tese Kranzerscheinungen in homogenen Nebeln. Trabalhou depois com Heinrich Konen na Universidade de Bonn, onde obteve a habilitação em 1923 (Über Bandenspektren des Jods) e foi Privatdozent. Em 1927 casou com sua aluna de doutorado M. Guillery.
Em 1932 foi professor extraordinário de físico-química na Universidade de Heidelberg (por iniciativa de Max Trautz).
Em 1937 foi professor de física teórica da Universidade de Freiburg, onde aposentou-se em 1963.
Foi eleito em 1964 membro da Academia Leopoldina.
Publicou um artigo no Handbuch der Physik, editado por Geiger e Scheel. Seu artigo, Vorlesungstechnik com Anton Lambertz, Volume 1, foi também publicado como livro.
É pai do bioquímico Dieter Mecke (1933–2013).